# Roberto Repole
Roberto Repole (Turim, 29 de janeiro de 1967) é um cardeal italiano da Igreja Católica, arcebispo de Turim e bispo de Susa in persona episcopi.

## Biografia
Roberto Repole nasceu no bairro Givoletto de Turim em 29 de janeiro de 1967. Estudou no seminário menor dali e depois no Seminário Arcebispal de Turim. Obteve sua licenciatura e doutorado em teologia na Pontifícia Universidade Gregoriana.
Foi ordenado padre em 13 de junho de 1992 pelo Cardeal Giovanni Saldarini. Em seguida, atuou como vigário paroquial de 1992 a 1996, professor de teologia sistemática na Faculdade Teológica de Turim e no Instituto Superior de Ciências Religiosas de Turim de 1996 a 2022, cônego da Igreja Real de São Lourenço de 2010 a 2022, presidente da Associação Teológica Italiana de 2011 a 2016 e reitor da seção de Turim da Faculdade Teológica do Norte da Itália de 2016 a 2022. Foi também membro do conselho administrativo da Agência da Santa Sé para a Avaliação e Promoção da Qualidade nas Universidades e Faculdades Eclesiásticas (AVEPRO) de 2016 a 2022.
Suas funções em nome da arquidiocese de Turim incluem: coordenador da pastoral universitária e membro por cinco anos da Comissão Ecumênica Diocesana. Até 2022 trabalhou com a paróquia Santa Maria della Stella em Druento, foi assistente eclesiástico diocesano do Movimento Eclesial de Compromisso Cultural (MEIC) e membro do conselho sacerdotal.
Em 19 de fevereiro de 2022, o Papa Francisco o nomeou arcebispo de Turim e bispo de Susa. Ao mesmo tempo, o Papa ordenou a união da Arquidiocese de Turim in persona episcopi com a Diocese de Susa, à qual o Bispo Roberto Repole foi nomeado ao mesmo tempo.  A nomeação foi uma surpresa, pois seu nome não havia sido mencionado na especulação da imprensa sobre os candidatos ao cargo de Turim. Ele é o primeiro nativo de Turim a ser nomeado arcebispo ali desde a nomeação de Agostino Richelmy em 1897.
Foi consagrado em 7 de maio no gramado da Catedral de Turim por Dom Cesare Nosiglia, seu antecessor, coadjuvado por Dom Marco Arnolfo, arcebispo de Vercelli e por Dom Alfonso Badini Confalonieri, seu antecessor na Sé de Susa.
Durante o Angelus de 6 de outubro de 2024, Papa Francisco anunciou que o criaria cardeal no Consistório de 7 de dezembro de 2024. Recebeu o barrete vermelho, o anel cardinalício e o título de cardeal-presbítero de Jesus Divino Mestre na Pineta Sacchetti.

## Obras selecionadas
Suas publicações incluem:
- Il pensiero umile. In ascolto della Rivelazione” (Città Nuova);
- “Seme del Regno. Introduzione alla Chiesa e al suo mistero” (Esperienze);
- "L'umiltà della Chiesa" (Qiqajon);
- “Venha stelle in terra. La Chiesa nell'epoca della secolarizzazione” (Cittadella);
- “Dono (Rosenberg & Sellier);
- “La vita cristiana” (São Paulo); “Chiesa” (Citadela)